# مهر آباد ماندجاري
مهر آباد ماندكاري ((بالفارسية: مهر آباد ماندگاري)، تلفظ: Mehrābād-e Māndegārī) هي منطقة سكنية في محافظة فارس إيران التابعة لبلدة أشكنان مقاطعة لامرد.

## السكان
تقع هذه القرية في قسم خيركو وحسب احصاءات سنة 2006 كان عدد سكانها 35 نمسة يعيشون في 6 مسكن.